# Wilson (métro de Toronto)
Pour les articles homonymes, voir Wilson.
Wilson est une station de la ligne 1 Yonge-University du métro, de la ville de Toronto en Ontario au Canada.

## Situation sur le réseau
Établie en surface, la station Wilson de la ligne 1 Yonge-University, précède la station Sheppard West, en direction du terminus Vaughan Metropolitan Centre, et elle est précédée par la station Yorkdale, en direction du terminus Finch.

Plan du métro de Toronto (2023).

## Histoire
La station est inaugurée le 28 janvier 1978.

## Services aux voyageurs

### Accès et accueil
La station dispose d'ascenseurs (depuis le 18 décembre 2020), elle est accessible aux personnes à mobilité réduite.

### Desserte
Le rythme du passage des rames est toutes les 2 à 3 minutes aux heures de pointe et 4 à 5 minutes en heures creuses.

### Intermodalité
Elle dispose de 2257 places de stationnement incitatif. Elle est desservie par les bus des lignes : 7A Bathurst, 29 Dufferin, 96 Wilson, 104 Faywood, 120 Calvington, 160 Bathurst North et 165 Weston Road North.

## Art public
|  |

La station possède quatre œuvres d'art. La première est une sculpture par Ted Bieler nommée Canyons. Créé en 1978 de béton, cette œuvre est localisée au niveau de la mezzanine.
|  |

L'autre œuvre sculpturale est une série de sculptures intitulée Outside the Lines (Dehors les lignes) créée en 2020 par le collectif d'artistes LeuWebb Projects (qui comprend les artistes Christine Leu et Alan Webb). Fait de tubes en acier, ces sculptures se trouvent dans plusieurs lieux dans la station.
|  |

Il y a aussi deux séries de peintures murales, les deux sont créées par Shalak Attack,, une artiste montréalaise basée à Toronto. La première, créée en 2016 et intitulée The Guardians (Les Protectrices), se trouve à l'extérieur de l'entrée Wilson Avenue, sous le pont ; la deuxième, créée en 2021 et intitulée Daily Migration (Passage quotidien), comprend une peinture murale à l'extérieur de l'entrée Tippett Road et deux à l'intérieur de la même entrée,.

## À proximité
- Parc Downsview